# Hamstall Ridware
Hamstall Ridware is een civil parish in het bestuurlijke gebied Lichfield, in het Engelse graafschap Staffordshire met 313 inwoners.